# 贝尔方丹 (汝拉省)
贝尔方丹（法語：Bellefontaine，法語發音：[bɛlfɔ̃tɛn] ⓘ）是法国汝拉省的一个市镇，位于该省东南部，属于圣克洛德区。

## 地名
“方丹”（Fontaines）意为“泉”。法语地名通名在“枫丹白露”（Fontainebleau）等少数拥有传统译名的地名中译作“枫丹”，不过在《世界地名翻译大辞典》、《世界地名译名词典》和《法国地图册》等主流地名译名类书籍资料中多译作“方丹”。

## 地理
贝尔方丹（46°33'25"N, 6°3'56"E）面积24.71 平方千米，位于法国勃艮第-弗朗什-孔泰大區汝拉省，该省份为法国东部内陆省份，北起上索恩省，西北接科多尔省，西临索恩-卢瓦尔省，南至安省，东与杜省和瑞士接壤。
与贝尔方丹接壤的市镇（或旧市镇、城区）包括：沙佩勒德布瓦、布瓦达蒙、莫尔比耶、上比耶讷、莱鲁斯。
贝尔方丹的时区为UTC+01:00、UTC+02:00（夏令时）。

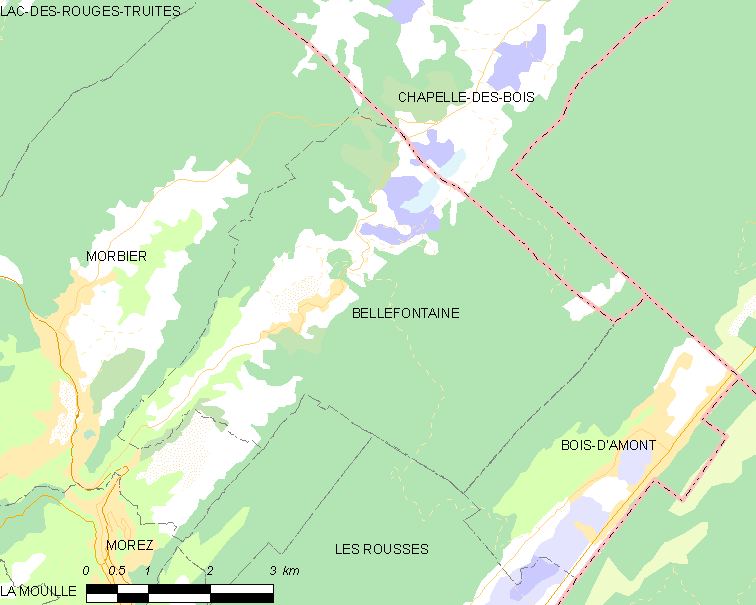
贝尔方丹的OSM定位图

## 行政
贝尔方丹的邮政编码为39400，INSEE市镇编码为39047。

## 政治
贝尔方丹所属的省级选区为上比耶讷县。

## 人口

1962-2008年间贝尔方丹人口变化图示

贝尔方丹于2022年1月1日时的人口数量为494人。